# Afonso de Albuquerque (psiquiatra)
Afonso de Albuquerque (1935  – Lisboa, 6 de abril de 2022)  foi um psiquiatra português, pioneiro nos estudos sobre o stress pós-traumático de guerra e fundador da Sociedade Portuguesa de Sexologia Clínica. Em outubro de 2019 foi agraciado com a Medalha da Defesa Nacional, pela sua contribuição na elaboração da lei de apoio às vítimas de stress pós-traumático de guerra, aprovada em junho de 1999.

## Biografia
Licenciou-se em Medicina na Universidade de Coimbra em 1960, cumprindo o serviço militar obrigatório em Moçambique, entre 1961 e 1964, como alferes miliciano médico. Em 1964, partiu para a Inglaterra, especializando-se em psiquiatria pelo Royal College of Psychiatrists.
Em 1968 regressou a Portugal, iniciando a carreira profissional no hospital Júlio de Matos, em Lisboa. Fundou várias consultas clínicas naquela instituição, entre as quais a de sexologia, aconselhamento conjugal e stress traumático. Em 1981, tornou-se diretor do Serviço de Psicoterapia Comportamental do hospital, mantendo o cargo até a sua aposentação, em 1997.
Foi preso pela PIDE em maio de 1972, por pertencer à Comissão Nacional de Socorro aos Presos Políticos, que havia publicado uma lista com as torturas perpetradas por essa polícia política, ficando três semanas preso no forte de Caxias. Após o 25 de abril de 1974, tornou-se delegado da Ordem dos Médicos na Comissão de Extinção da PIDE.
Em 1984, foi fundador da Associação Portuguesa de Terapia do Comportamento. Especializou-se na área da sexologia, sendo em 1985 um dos sócios fundadores da Sociedade Portuguesa da Sexologia Clínica (SPSC), da qual foi diretor entre 1988 e 1991.
Em 1988, criou a fundação APOIAR, com o objetivo de apoiar os  antigos combatentes, vítimas do stress de guerra, que se mantém em funcionamento até aos dias de hoje. Colaborou na elaboração da lei de apoio às vítimas de stress pós-traumático de guerra, aprovada em junho de 1999, que viria a justificar a atribuição da Medalha da Defesa Nacional em outubro de 2019.
Em 2018 continuava ativo na psiquiatria, com consultório estabelecido na Avenida da Liberdade, em Lisboa.
Afonso de Albuquerque teve quatro filhos, de três casamentos. Morreu a 6 de abril de 2022, aos 86 anos, no seu domicílio, sendo sepultado no cemitério do Alto de São João, em Lisboa.

## Obra publicada
Publicou extensa bibliografia na área do stress pós-traumático, da sexologia clínica ou da terapia comportamental, sendo autor de vários livros como "A discriminação do doente mental no Ocidente" e "Minorias eróticas e agressores sexuais".

## Honrarias
Recebeu em outubro de 2019 a Medalha da Defesa Nacional, pela sua contribuição na elaboração da lei de apoio às vítimas de stress pós-traumático de guerra, aprovada em junho de 1999.